# Brodie Hofer
Brodie Hofer (ur. 27 kwietnia 2000 w Kelownej) – kanadyjski siatkarz, reprezentant kraju, grający na pozycji przyjmującego.
W latach 2018-2023 w Trinity Western University studiował biznes.

## Sukcesy klubowe
Liga uniwersytecka Canada West Championship:
- 2020[6], 2022[7]
- 2019, 2023

Liga uniwersytecka U Sports:
- 2019[8], 2023[9]
- 2022

## Sukcesy reprezentacyjne
Mistrzostwa Ameryki Północnej, Środkowej i Karaibów Juniorów:
- 2018[10]

Puchar Panamerykański Juniorów:
- 2019[11]

Puchar Panamerykański:
- 2021, 2022[12]

Mistrzostwa Ameryki Północnej, Środkowej i Karaibów:
- 2021[13]

## Udział siatkarza w pozostałych międzynarodowych turniejach w reprezentacji Kanady
| Rok  | Igrzyska Olimpijskie | Mistrzostwa Świata | Liga Narodów | Mistrzostwa Świata Juniorów |
| ---- | -------------------- | ------------------ | ------------ | --------------------------- |
| 2019 |                      |                    |              | 12. miejsce                 |
| 2022 |                      | 17. miejsce        | 15. miejsce  |                             |
| 2023 |                      |                    | 12. miejsce  |                             |
| 2024 | 10-12. miejsce       |                    | 6. miejsce   |                             |

## Nagrody indywidualne
- 2021: Najlepszy przyjmujący Pucharu Panamerykańskiego[20]